# Stuckishaus

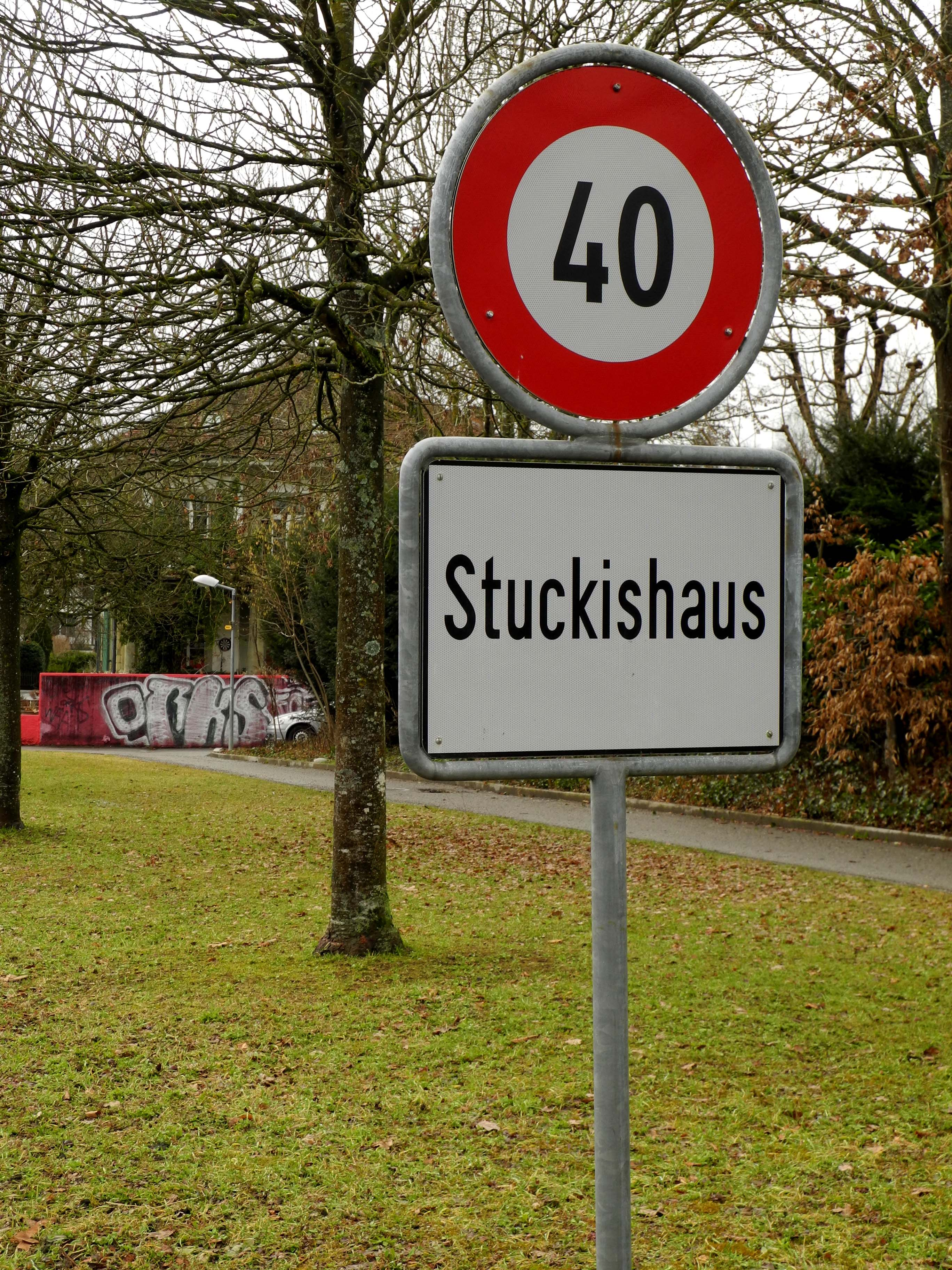
Ortstafel zwischen Bremgarten und Stuckishaus vor dem «Belvedere»

Stuckishaus ist ein Ortsteil von Bremgarten bei Bern im Schweizer Kanton Bern.

## Lage
Stuckishaus liegt an der ehemaligen Reichsstrasse von Bern nach Aarberg und Neuenburg. Seit dem Bau der Neubrügg 1535 war dies die wichtigste Verbindung Berns zum nördlichen Umland. Am rechten Ufer der Aare steigt die Stuckishausstrasse westlich an bis zur Kreuzung Möösliweg, Herrenschwanden und Kalchackerstrasse Bremgarten. Dort zweigt der historische, steile «Hohstalen», heute Hostalenweg, ab und führt auf die Höhe des Burrishausgutes gegen Niederlindach.

## Geschichte
Die heutigen Grenzen der politischen Gemeinden Kirchlindach und Bremgarten entstanden erst im Jahre 1880 durch Auflösung der Gemeinde Bremgarten Stadtgericht und der Herrschaft Bremgarten. Erstere bestand nur als Enklaven, aus Teilen von Herrenschwanden, Stuckishaus, Niederlindach und Oberlindach und zählte bloss 284 Einwohner. Die komplizierten Grenzverhältnisse zwischen den beiden selbstständigen Gemeinden führten zu Streitigkeiten. Die einzelnen Gemeindeversammlungen stimmten einer Bereinigung zu, und der Grosse Rat des Kantons Bern erteilte die staatliche Genehmigung. Die Johanniter von Münchenbuchsee verkauften 1510 zur Finanzierung des Kirchenumbaus in Bremgarten um 200 Pfund reichlich Land an Niklaus Stucki. Der Hof an der Aarbergstrasse wurde der stuckinen hus genannt, und daraus wurde der Weiler Stuckishaus.

## Historische Bauten
Unten am Hostalenweg steht noch das älteste und oftmals den Bedürfnissen der Bewohner angepasste «Steinerne Haus». Johannes Müller eröffnete 1740 darin einen Krämerladen, und zeitweise war darin auch eine Pintenwirtschaft. Müller baute 1745 in der «Tufftgrube» oberhalb der Öle ein Haus, wo er als Küfer wirkte. Zwei grosse Bauernhöfe aus dem 18. Jahrhundert und vor allem das «Belvedere» bilden den Kern des Orts. Der Architekt Erasmus Ritter baute 1770 das Landhaus für Herrn Friedrich von Luternau († 1797). 1855 wurde das ursprünglich einstöckige Haus aufgestockt und für rund 100 Jahre zum Restaurant «Belvedere». Der jetzige Besitzer restauriert das «Belvedere» wieder behutsam für Wohnzwecke. Ebenfalls ein ehemaliges Restaurant ist das «Rudolf von Erlach» bei der Neubrügg, ursprünglich die «Öle» genannt, denn im Gebäude wurde eine Ölpresse und Stampfe betrieben. Das spätere Wirtshaus wechselte den Namen mehrmals vom «Schützen» zum «Weissen Rössel», zum «Rudolf von Erlach», zum «Rössli» und wieder zum «Rudolf von Erlach»; es wurde 2012 geschlossen.
Die umfangreichen Stuckishausgüter wurden und werden weiter dicht überbaut, denn Stuckishaus gehört zur Agglomeration der Stadt Bern.

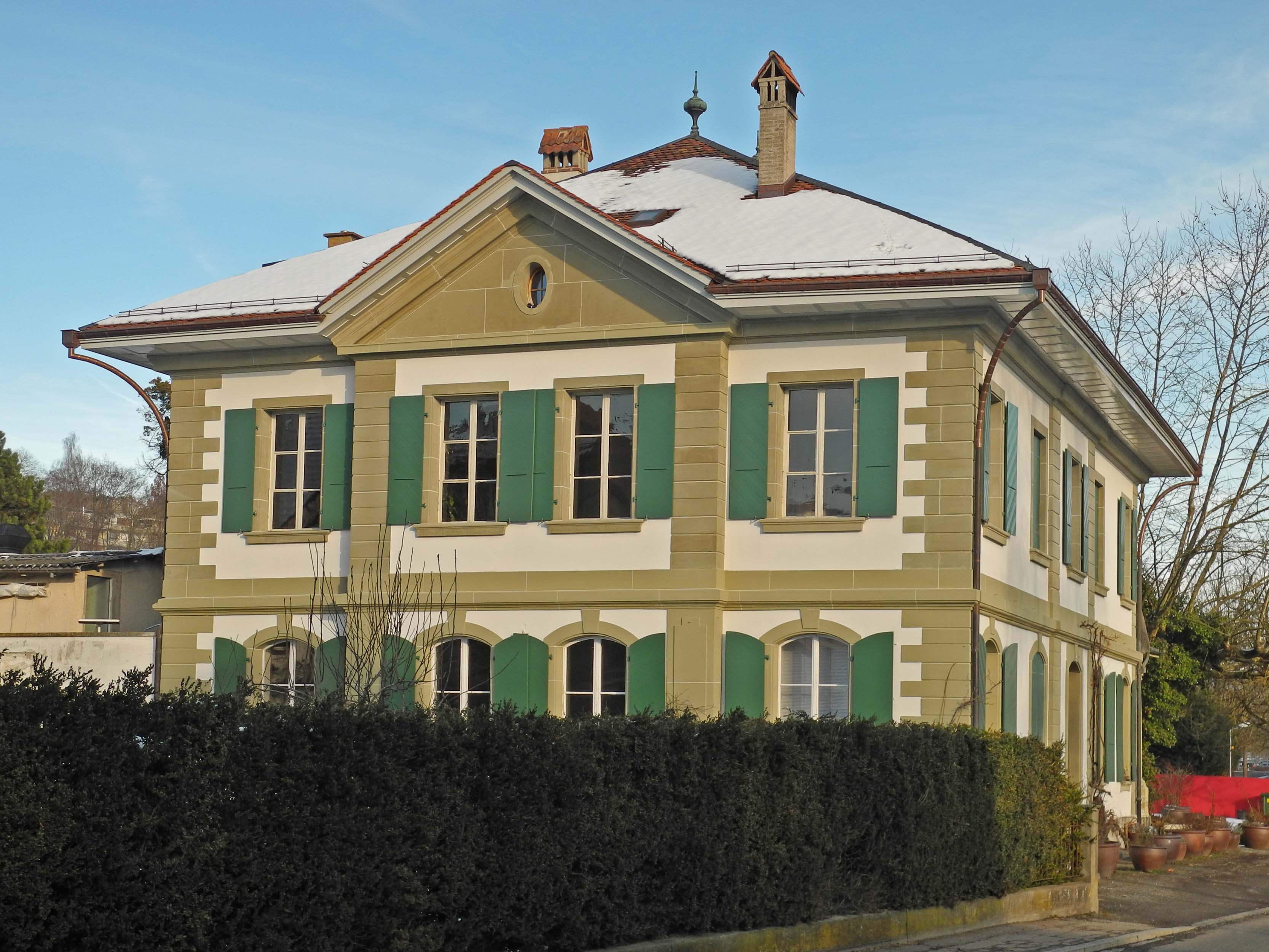
«Belvedere» – 1770 von Friedrich von Luternau, durch Erasmus Ritter als Landhaus einstöckig erbaut. 1855 aufgestockt. Ab 1876 Wirtshaus und Pension. Ab 1990er Jahre wieder Wohnhaus.
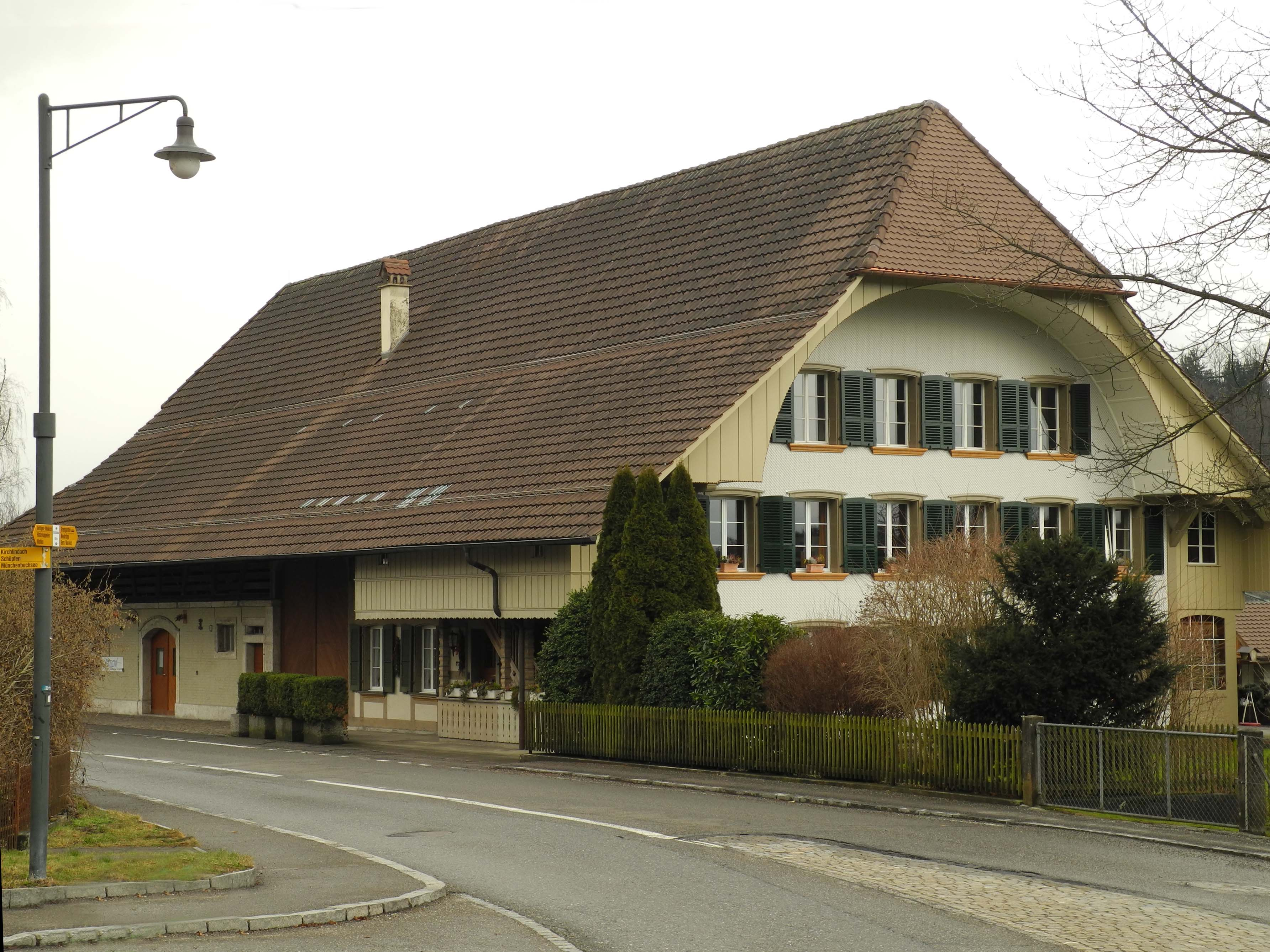
Hof Kipfer – erbaut 1740–1752 von Samuel Bögli, dem Eigentümer der Stuckishausgüter, durch Baumeister Hans Rätz
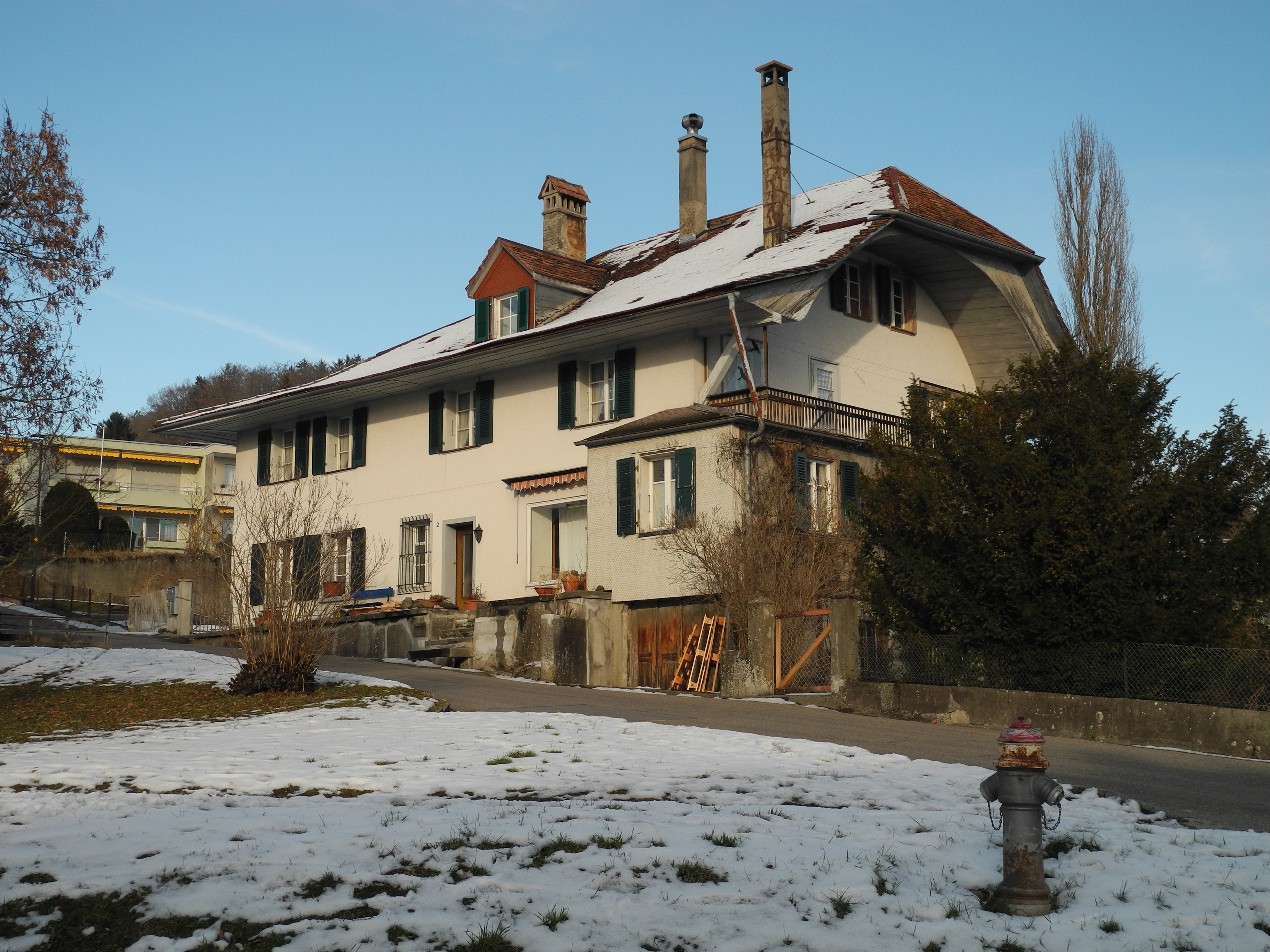
«Steinernes Haus» – ältestes Haus in Stuckishaus um 1510
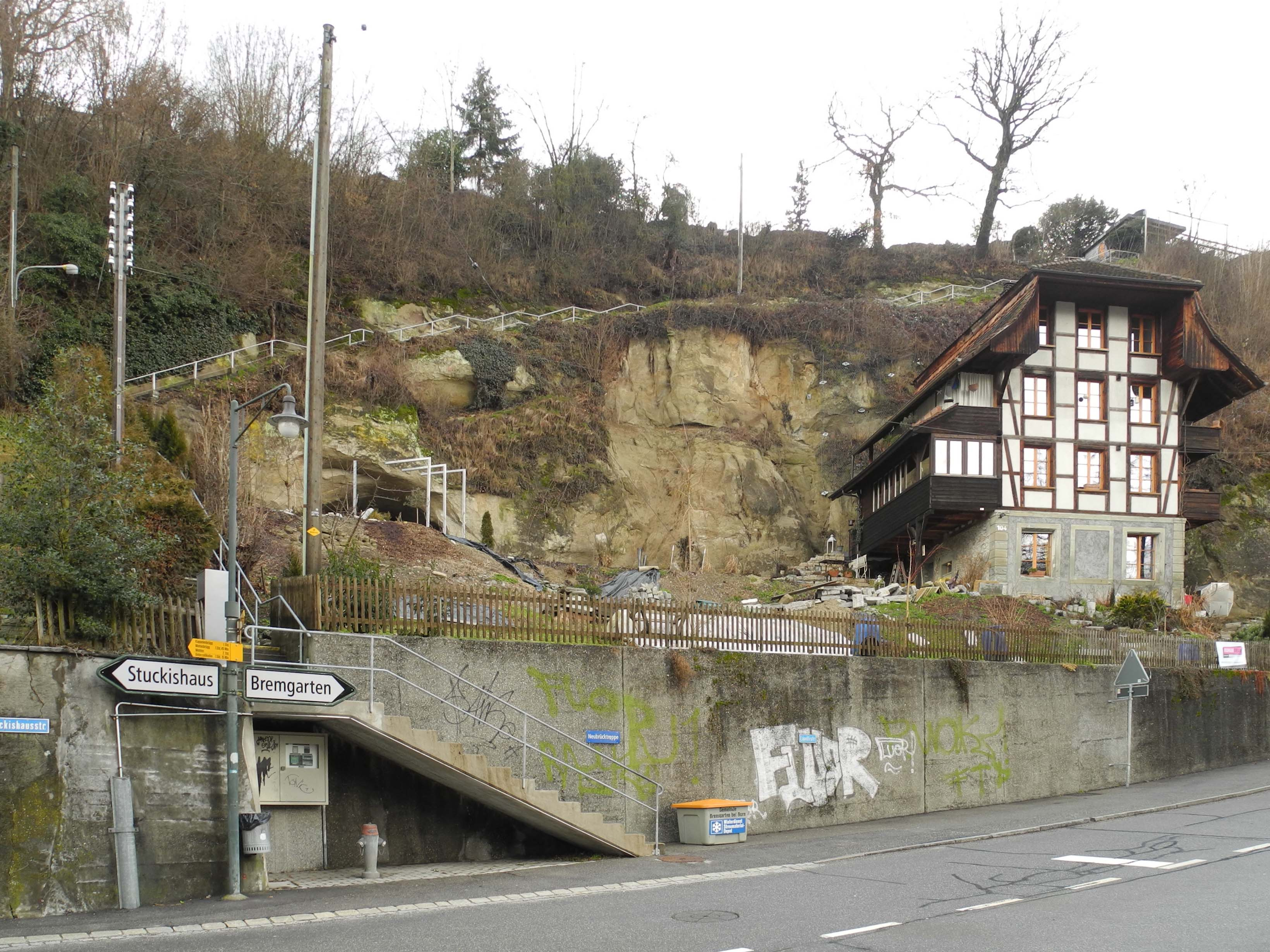
«Hämmerlihaus» – Erbauer: Johann Jakob Wildberger, 1771 an der «Nägelihalde». Neubrücktreppe: kürzeste Verbindung von der Neubrügg zur Kalchackerstrasse Bremgarten.
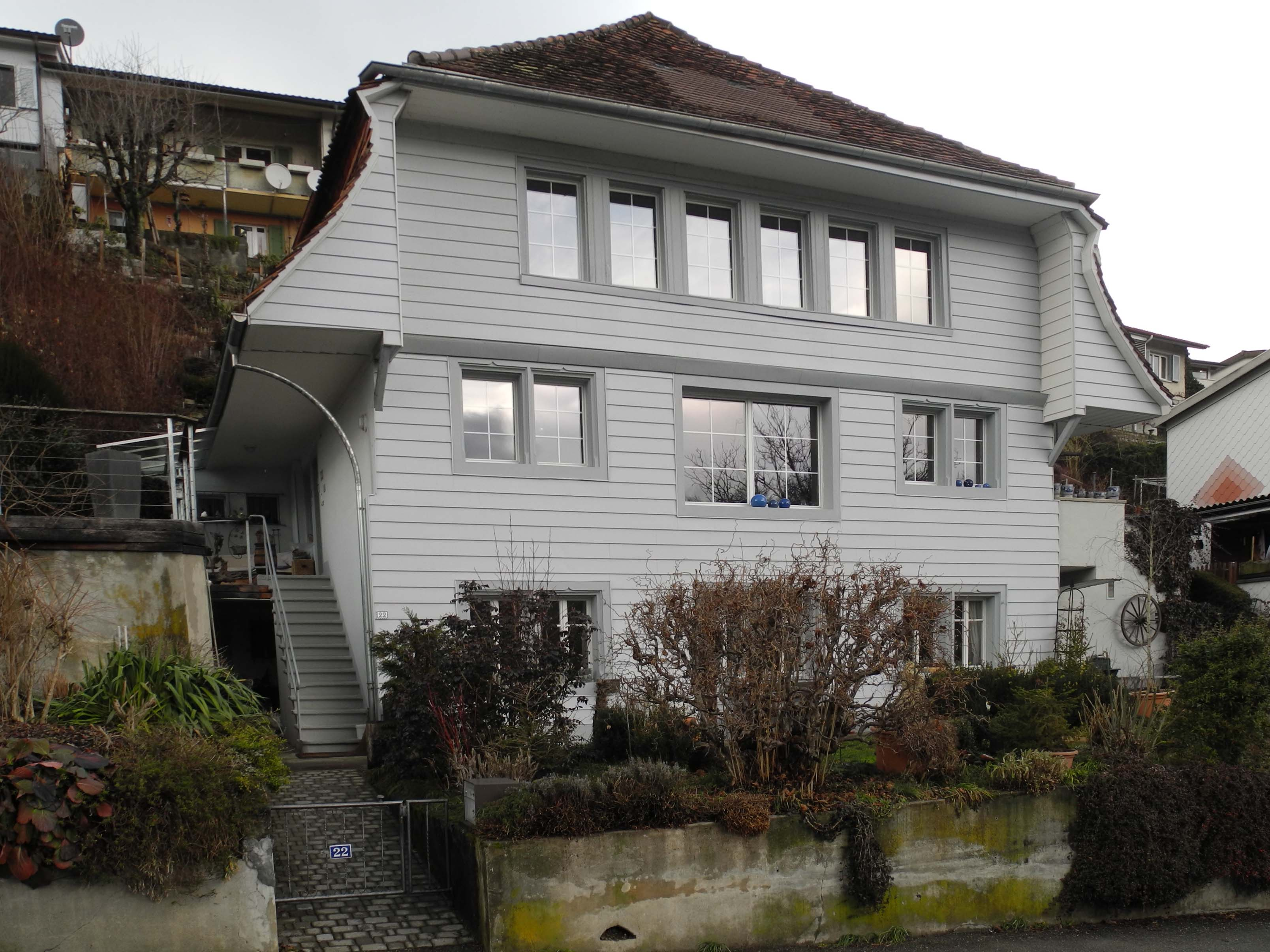
«Weberhaus» in der «Tufftgrube» – 1740 von Johannes Müller, dem Krämer, erbaut mit Fassade in neuzeitlicher Gestaltung
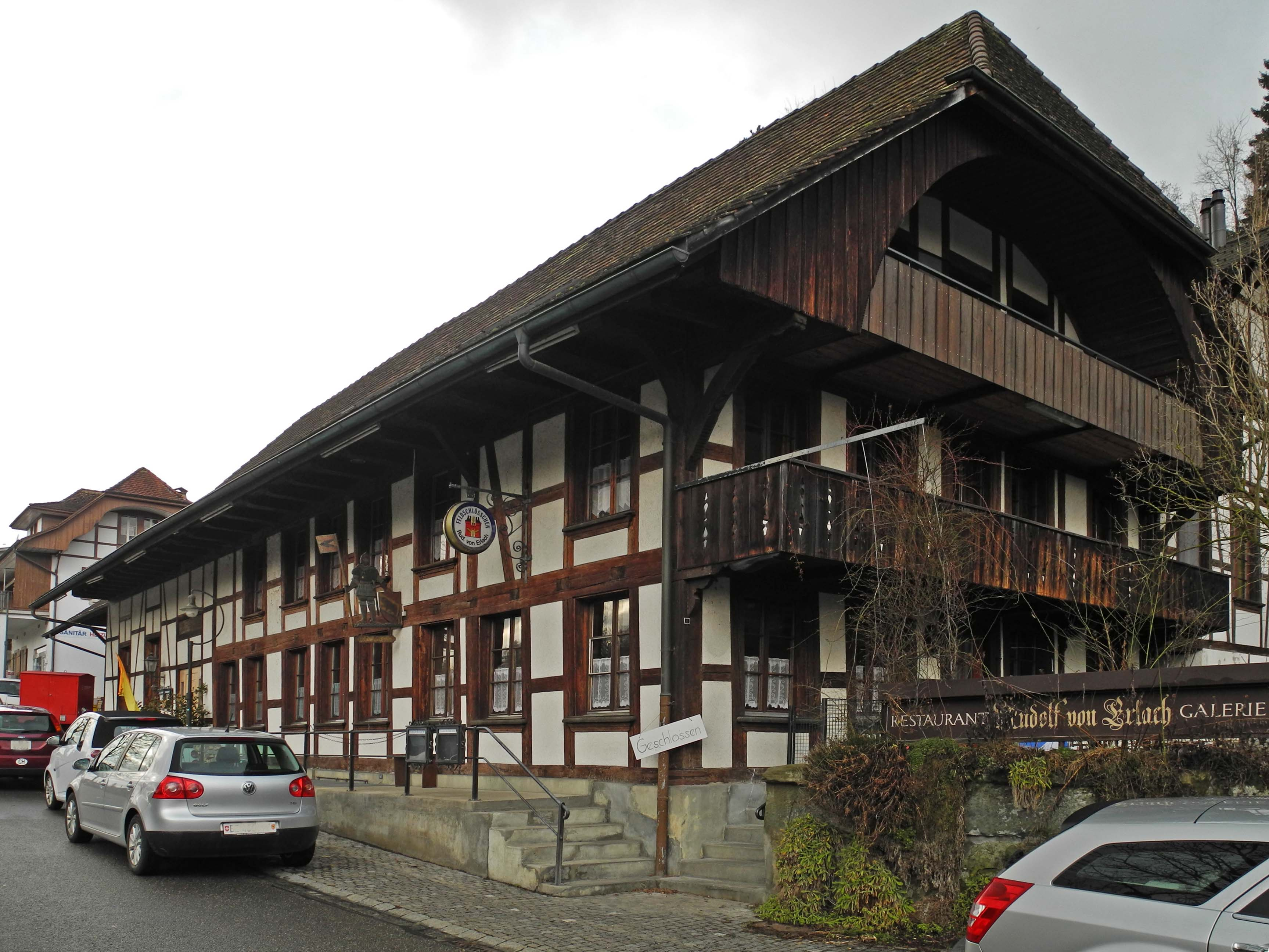
Ehemaliges Restaurant «Rudolf von Erlach» – ursprünglich Ölpresse, später Wirtshaus mit wechselnden Namen